# Ramin
Ramin település Németországban, Mecklenburg-Elő-Pomeránia tartományban. Lakosainak száma 698 fő (2023. december 31.).

## Népesség
A település népességének változása:
| Lakosok száma | 659  | 652  | 669  | 704  | 698  |
|               | 2017 | 2019 | 2021 | 2022 | 2023 |